# 1967 en football
Cet article présente les faits marquants de l'année 1967 en football.

## Chronologie
- 3 mai : Berti Vogts reçoit sa première sélection en équipe d'Allemagne, à l'occasion d'une confrontation face à la Yougoslavie. Ce match compte pour les éliminatoires du Championnat d'Europe 1968.
- 21 mai, Coupe de France, finale : Au Parc des Princes de Paris, l'Olympique lyonnais remporte sa deuxième Coupe de France en battant le FC Sochaux (3-1). À noter qu'il s'agit de la 50e édition de la Coupe.

- 25 mai : le Celtic FC remporte la Ligue des champions face à l'Inter Milan sur le score de 2 buts à 1. C'est la première Coupe des clubs champions européens gagnée par un club écossais.

- 31 mai :  le Bayern Munich remporte la Coupe des vainqueurs de Coupe en battant en finale le club écossais des Glasgow Rangers. C'est le premier trophée européen gagné par le Bayern Munich.
  - Article détaillé : Coupe d'Europe des vainqueurs de coupe 1966-1967
- 16 juin : fondation de l'Association sportive Nancy-Lorraine.
- 6 septembre : le Dinamo Zagreb remporte la Coupe des villes de foires face au club anglais de Leeds United.

- 17 septembre : tragédie du Stade Atatürk de Kayseri. Des affrontements entraînant un mouvement de foule font 40 morts et plus de 300 blessés.
- 4 novembre : le Racing Club remporte la Coupe intercontinentale face au Celtic FC.

## Champions nationaux
- L'Eintracht Braunschweig remporte le championnat d'Allemagne.
- Manchester United remporte le championnat d'Angleterre.
- Le Real Madrid remporte le championnat d'Espagne.
- L'AS Saint-Étienne remporte le championnat de France.
- La Juventus remporte le championnat d'Italie.
- Le RSC Anderlecht remporte le championnat de Belgique.
- L'Ajax Amsterdam remporte le championnat des Pays-Bas.

## Naissances
Plus d'informations : Liste d'acteurs du football nés en 1967.
- Massimiliano Allegri, entraîneur italien.
- Roberto Baggio, footballeur italien.
- Basile Boli, footballeur français.
- Claudio Caniggia, footballeur argentin.
- Paul Gascoigne, footballeur anglais.
- David Ginola, footballeur français.
- Paul Ince, footballeur anglais.
- Jürgen Klopp, entraîneur allemand.
- Emil Kostadinov, footballeur bulgare.
- Kazuyoshi Miura, footballeur japonais.
- Andreas Möller, footballeur allemand.
- Luc Nilis, footballeur belge.
- Mino Raiola, agent de joueurs italien.
- Roberto Rosetti, arbitre italien.
- Matthias Sammer, footballeur allemand.
- Adrian Ursea, entraîneur helvético-roumain.
- Iván Zamorano, footballeur chilien.

## Décès
- 4 avril : Héctor Scarone, footballeur uruguayen.
- 15 octobre : Gigi Meroni, footballeur italien.

- date inconnue : Gustave Rossi, joueur franco-italien.

## Liens
- RSSSF : Tous les résultats du monde